# Aoyama Rōshi
Shundo Aoyama Rōshi é uma monja budista e abadessa. Ela é a primeira monja a ser nomeada para o cargo de Daikyoshi (Grande Professora) na escola Soto Zen.

## Biografia
Aoyama Rōshi nasceu em 1933 na Aichi, perto de Tóquio, Japão. Considerada por sua mãe como um presente do Buda, entrou no templo de Muryô-ji aos cinco anos, sob os cuidados de sua tia, onde recebeu uma educação religiosa. Em 1948, foi ordenada e foi uma das primeiras monjas a receber o título de Mestre em Artes pela Universidade de Komazawa, a universidade da escola Soto Zen, onde estudou escrituras, rituais e meditação, além de aprender os sutra e histórias dos grandes mestres Zen.

## Carreira
A carreira de Aoyama Rōshi como palestrante começou com a liderança de sesshin (retiro de prática intensiva) e o ensino da Cerimónia do chá (Dhado), caligrafia (Shodo) e arranjo floral (Kado). Em 1976, ela se tornou abadessa do Aichi Senmon Nisodo e, como Mestre Zen reconhecida, assumiu a responsabilidade de treinar noviços. Em 1984, Aoyama Rōshi tornou-se abadessa do Tokubetsu em Aichi Senmon Nisodo, onde formou monges especiais para se tornarem professores da tradição, treinou monjas, deu a Transmissão do Dharma e foi autorizada a designar seu próprio sucessor no Dharma. Ela é a primeira monja a ser nomeada para o cargo de Daikyoshi (Grande Professora) na escola Soto Zen. Recebeu um prêmio de realização vitalícia por suas valiosas contribuições à sociedade japonesa e à cultura budista, especialmente na área de avanço das mulheres. Ela é internacionalmente reconhecida principalmente através de seus alunos, que estudaram com ela e foram para outros países ensinar e dar continuidade à tradição do Budismo em outras partes do mundo. Como mulher, garantiu o futuro da linhagem monástica budista para as mulheres. Foi professora da Monja Coen no seu treinamento no Japão.

## Contexto
O próprio Buda não permitia que as mulheres se tornassem monjas. Acreditava-se que as mulheres eram intrinsecamente tolas, possuíam laços de apego, estavam imersas no rio do desejo, priorizavam o prazer sensorial e os objetos materiais, além de serem indolentes, orgulhosas e ociosas. O Buda também pensava que as mulheres poderiam prejudicar a reputação do Budismo. Ananda, um dos primeiros seguidores do Buda, implorou para que o Buda permitisse a ordenação das mulheres. Ananda foi citado como "o grande herói". Nos escritos de Aoyama, Ananda é referido como a grande heroína, em vez de um grande herói. De acordo com pesquisas, o Buda finalmente cedeu e encorajou todas as mulheres a honrar Ananda. Em seu comentário sobre o Anan koshiki, um ritual em homenagem a Ananda, Aoyama feminiza Ananda.
No final do século XIX, o status das monjas na sociedade japonesa era baixo. As condições de vida eram precárias, e as monjas eram submetidas a um padrão de disciplina mais rigoroso do que os monges. No entanto, no século XIII, Eihei Dogen (1200-1253) fundou a escola Soto Zen, que adotava uma postura igualitária. Dogen acreditava que mulheres e homens eram igualmente capazes de praticar zazen. Gradualmente, as monjas começaram a estabelecer seus próprios mosteiros e escolas. Elas passaram a criar regulamentos que permitiram que as escolas monásticas para monjas concedessem oficialmente diplomas reconhecidos pelo Ministério da Educação, alcançando também postos hierárquicos equivalentes dentro da hierarquia budista. Nesse contexto, as noviças estudavam textos budistas, cantavam em chinês clássico, praticavam caligrafia, além de disciplinas seculares.
Em 1903, Dogen Zenji e Keizan fundaram o Aichi Senmon Nisodo, onde as monjas se dedicavam ao aprendizado e às práticas de meditação. O número de monjas foi crescendo, e até 1941 o mosteiro havia se expandido para oferecer educação a 140 monjas, tornando-se um modelo de centro de treinamento zen para mulheres. O mosteiro foi transferido para uma localização mais adequada, em uma colina em uma área agradável de Nagoya, atraindo praticantes altamente dedicados e qualificados, muitos vindos de outros países em busca de avanço espiritual. O mosteiro desempenhou um papel fundamental na expansão da influência do Soto Zen internacionalmente, ao treinar mestres que retornaram aos seus países de origem para estabelecer Centros Zen e se tornarem professores por conta própria. Atualmente, existem 1.000 monjas Soto Zen no Japão, o maior número entre todas as seitas de praticantes celibatários.

## Ascensão das mulheres no budismo zen
Aoyama Rōshi tem sido uma líder na luta pela paridade de gênero dentro do Budismo, desempenhando um papel fundamental na transformação das atitudes em relação às mulheres na sociedade japonesa contemporânea. Quando Aoyama foi ordenada em 1948, já havia um número crescente de monjas, muitas das quais conseguiram ingressar em estudos universitários. A partir de 1948, ela desempenhou um papel crucial nesse desenvolvimento, o que assegurou a continuidade de uma linhagem monástica que estava em declínio.

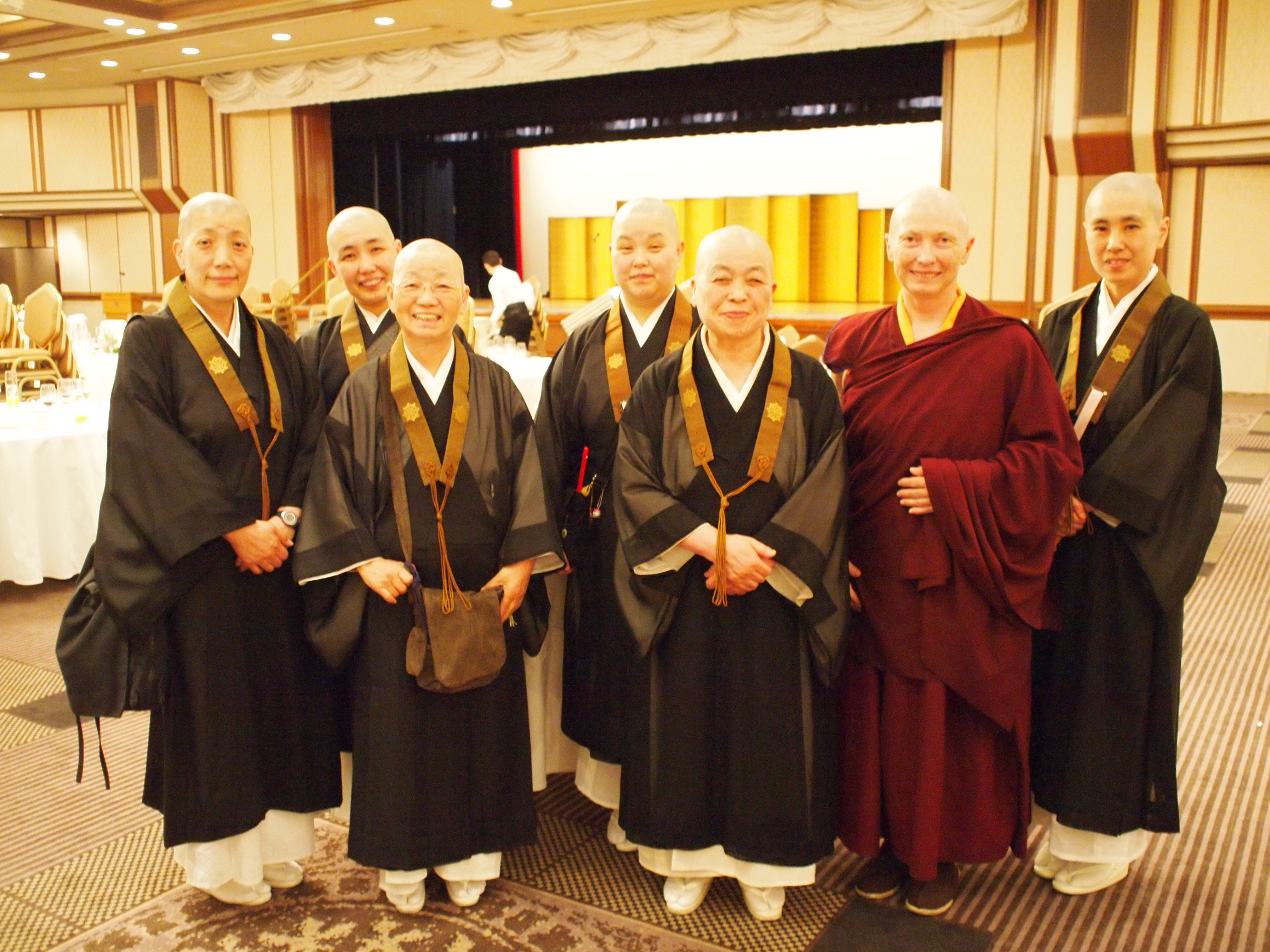
Aoyama Rōshi com grupo de monjas

Aoyama é amplamente reconhecida por seu trabalho no avanço das mulheres no Zen Budismo. Ela reside no mosteiro de Nagoya como sacerdotisa principal do Aichi Senmon Nisodo, onde dirige o principal programa de treinamento para monjas. No local, ministra aulas e programas de meditação para leigos, facilita a abertura do mosteiro ao público em determinados períodos e viaja entre a cidade de Nagoya e a pequena cidade de Shiojiri para supervisionar pessoalmente o treinamento e a educação das monjas. Além disso, é autora de livros sobre cerimônias do chá e arranjos florais, entre outros. Tem livros traduzidos em português como o Para Uma Pessoa Bonita e A coisa mais preciosa da vida. Os escritos de Aoyama influenciaram os estudos etnográficos e a pesquisa de Paula Arai, uma acadêmica americana especializada em estudos budistas.
Em 2003, o Aichi Senmon Nisodo celebrou 100 anos desde sua fundação. A Abadessa Aoyama escreveu o volume complementar para o evento, que inclui o histórico do Anan Koshiki. Aoyama Rōshi e as monjas do Aichi Senmon Nisodo desempenharam um papel fundamental na preservação desse ritual dedicado ao discípulo próximo do Buda. A postura de Aoyama é bastante progressista; ela acredita que é necessário abandonar as vestes monásticas e se envolver no mundo, chorando e rindo com os outros. As visitas domiciliares são uma prática regular para as monjas – elas entoam os sutras na casa da família e, depois, permanecem para trocas interpessoais. Elas buscam estar profundamente sensíveis à vida dos leigos que procuram encontrar seu caminho. Aoyama, em particular, é conhecida por enfatizar o valor da beleza na vida cotidiana: nas artes do chá, caligrafia, arranjos florais, bem como nas palavras, gestos e atividades comuns.

## Conexões internacionais
Aoyama Rōshi apareceu na televisão nacional, em revistas populares e em conferências internacionais. Em 2004, ela participou da 8ª Conferência Internacional Sakyadhita sobre Mulheres Budistas, realizada em Seul, Coreia, visitou o túmulo de São Bento na Itália e teve uma audiência privada com o Papa João Paulo II. Em abril e maio de 2022, Aoyama Rōshi fez uma palestra na França, no Templo de La Gendronnière, em Valaire, sobre o tema "A visão de Dôgen sobre a prática do Zen". Em 2008, foi a palestrante principal na 10ª Conferência Sakyadhita, realizada em Ulaanbaatar, Mongólia, onde falou sobre o Budismo em transição. Yusho Sasaaki Rōshi, uma ex-aluna, foi escolhida como a primeira bispa feminina do Zen Soto na Europa. Outra aluna, Yuko Wakayama Yamada, foi convidada a ensinar monges sobre Dôgen em Eihei-ji. Coen Rōshi foi a primeira monja de origem não-japonesa a ocupar a presidência da Federação das Seitas Budistas do .

## Lista parcial de publicações
Alguns dos livros de Aoyama Rōshi são baseados em textos budistas antigos, enquanto outros são baseados em textos zen mais recentes. Ao todo, ela escreveu cerca de 50 livros sobre uma variedade de temas.
- Chazen Kanwa: Chanoyu juniwa (Quiet Talks on Zen Tea: Twelve Tales of Tea) (in Japanese). (1978) Tokyo Japan: Nakayama Shobo Buddha Shorin
- Tenchi ippai ni ikiru (Fully Living Sky and Earth). 1982. Tokyo: Soto-shu Shumucho.
- Nori no kemansho: Hokkugyo yomikata (Flower Garlands of the Dharma: a Taste of the Dhammapada). 1984. Tokyo: Kashiwagi-Sha.
- Zen Seeds: Reflections of a Female Priest. 1991. Tokyo Japan: Kosei Publishing Company. ISBN 9784333014781.
- Zen no chie: Shobogenzo zuimonki (Zen wisdom: lessons learned from the Shobogenzo Zuimonki). 1994. Tokyo: Suzuki publishing.
- Tenza kyokun (Instructions from the Cook). 1995. Kowa: Kashiwagi-sha.
- Shufu no tomo sha (Flowers of Compassion). 1997. Tokyo: Hana Ulyo.
- Mo hitori no watashi e no tabi ( A Journey to Another Me). 1997. Tokyo: Yayoi Shobo.
- Michi haruka naritomo (The Path is a little far). 1998. Kosei Publishing.
- Waga jinsei wo dou ryori suruka (How to Cook My Life). 2001. Tokyo: Shunjyu-sha.
- Hannya shinkyo monogatari ( Stories of the Heart of Wisdom Sutra). 2002. Tokyo: Yayoi Shobou.
- Shin utsukushiki hitoni: Zen ni ikiru nisou no kotoba (Becoming a Beautiful Person: The Words of a Nun Living Zen). 2004.Tokyo: Pataka.
- Chazen kanwa: Shorai ni kiku (Quiet Conversations on Zen Tea: Listening to the Wind in the Pines) 2007. Tokyo: Nakayamashobou Busshorin.
- Kurenai ni inochi kagayaku: Zen ni tersarete (Polishing Life an Offering: Illuminated by Zen) 2015 Tokyo: Shunjyu-sha
- Numa ga arukara hana wa saku (Because There is Mud, Flowers Bloom). 2016. Tokyo: Gentosha.
- Zen Seeds: 60 Essential Buddhist Teachings on Effort, Gratitude, and Happiness (2nd ed.). 2019. Boulder Colorado: Shambala. ISBN 9781611807325